# Slovenska obala
Slovenska obala označuje priobalno območje slovenske obale Jadranskega morja, v negeografskem smislu pa tudi širši obmorski pas slovenske Istre kot dela Istrskega polotoka. Dolga je 43,157 kilometra. V Evropi imata krajšo obalo samo Bosna in Hercegovina ter Monako. Slovenska obala je sedma najkrajša obala na svetu.
Na severu meji na Italijo, na reki Dragonji na jugu pa se konča na administrativni državni meji s Hrvaško. Obalo oblivajo Koprski, Strunjanski in Piranski zaliv, ki so deli Tržaškega zaliva in jih razločujejo Savudrijski polotok na Hrvaškem, najizrazitejši Piranski polotok in na severu Ankaranski (Miljski) polotok na meji z Italijo. 
K obali štejemo običajno še teritorialno morje Republike Slovenije, ki obsega 326 km².
Obalo slovenske Istre si delijo štiri obalne občine: Ankaran, Koper, Izola in Piran.
Obalna naselja v slovenski Istri (od severa proti jugu) so Ankaran, Koper, Izola, Strunjan, Piran, Portorož, Lucija in Seča.